# ラサギリン
ラサギリン（Rasagiline）はモノアミン酸化酵素B（MAO-B）の非可逆的阻害作用を持つプロパルギルアミン誘導体である。開発コードはTVP-1012。パーキンソン病の単剤療法に、より進行した症例では補助療法に用いられる。初期および進行パーキンソン病の両方に有効性が認められており、特に疲労感などの非運動症状に有効であるとされている。
この薬剤のラセミ体は、1970年代初頭にAspro Nicholas社によって合成された。その後、パーキンソン病の治療薬としての可能性が見いだされ、R異性体が活性型であることが確認された。
欧州では2005年に、米国では2006年に:255、日本では2018年に承認された。
妊婦への投与における安全性は確立していない。

## 副作用
重大な副作用は、
- 起立性低血圧（2.4％）
- 傾眠（1.4％）、突発的睡眠（0.4％）
- 幻覚（2.7％）
- 衝動制御障害（0.1％）［病的賭博、病的性欲亢進、強迫性購買、暴食など］
- セロトニン症候群（頻度不明）
- 悪性症候群（頻度不明）

である。
これに関連して、多くの抗精神病薬（三環系抗うつ薬、四環系抗うつ薬、選択的セロトニン再取り込み阻害薬、セロトニン再取り込み阻害・セロトニン受容体調節薬、セロトニン・ノルアドレナリン再取り込み阻害薬、選択的ノルアドレナリン再取り込み阻害薬、ノルアドレナリン・セロトニン作動性抗うつ薬など）が併用禁忌とされている。
米国の添付文書では、
- 重度の高血圧または低血圧
- 傾眠傾向または睡眠発作
- 運動制御悪化
- 幻覚および精神病様行動
- 衝動制御障害
- 悪性黒色腫のリスク増加
- 休薬時の高熱や錯乱

などの警告が記載されている。
レボドパとの併用では、運動機能亢進、不慮の事故、急激な血圧低下、関節痛および腫脹、口渇、発疹、異常な夢、嘔吐、食欲不振、体重減少、腹痛、吐き気、便秘などの消化器系疾患などの副作用がある。レボドパによるジスキネジアが増強される場合がある。
レボドパ以外のパーキンソン病治療薬との併用では、末梢性浮腫、転倒、関節痛、咳、不眠などの副作用が起こることがある。

## 相互作用
メペリジン、トラマドール、メサドン、プロポキシフェン、デキストロメトルファン、セイヨウオトギリソウ、シクロベンザプリン、または他のMAO阻害薬を服用している患者は、ラサギリンを服用してはならない。
先述の通り、抗うつ薬との併用でセロトニン症候群を生じる可能性がある。しかし、1504人を対象とした多施設共同後ろ向き研究では、ラサギリンと抗うつ薬、ラサギリンと抗うつ薬なし、または抗うつ薬とラサギリンまたはセレギリン以外のパーキンソン病治療薬で治療を受けた患者についてセロトニン症候群を調査したが、症例は確認されなかった。
ラサギリンとデキストロメトルファンを併用した場合、精神病や奇異行動を起こす危険性があり、ラサギリンと他のMAO阻害剤を併用した場合、非選択的MAO阻害および高血圧性クリーゼの危険性がある。

## 作用機序
パーキンソン病は、神経伝達物質であるドーパミンを生成する細胞が死滅することが特徴である。神経伝達物質は、モノアミン酸化酵素（MAO）と呼ばれる酵素により分解される。 MAOには、MAO-AとMAO-Bという2つの形態が存在し、ドーパミンを分解する酵素はMAO-Bである。 ラサギリンは、MAO-Bと不可逆的に結合することで、ドーパミンの分解を抑止する。そのため、パーキンソン病患者の脳内での生成量減少が補われ、ドーパミンがより多く利用可能となる。

(R)-1-アミノインダン

最初のMAO-B阻害薬であるセレギリンは、in vivo でその一部が代謝されてレボメタンフェタミン（覚醒剤のメタンフェタミンとは鏡像異性体の関係）となる。この代謝物は、神経伝達物質であるドーパミンやノルアドレナリンの再取り込みを阻害するセレギリンの作用に寄与していると考えられるが、人によっては起立性低血圧や幻覚との関連も認められている。ラサギリンは、アンフェタミン様の特徴を持たない(R)-1-アミノインダン（(R)-1-Aminoindane）に代謝され、細胞や動物モデルにおいて神経保護作用を示す。
ラサギリンのMAO-Bとの親和性はMAO-Aの14倍高い。

## 代謝
ラサギリンは、肝臓のシトクロムP450代謝経路の一部であるCYP1A2を介して分解される。中等度以上の肝機能障害のある患者には禁忌であり、この代謝経路の効果を変化（増強または抑制）させる他の薬剤を服用している患者では、その使用を注意深く監視する必要がある。

## 歴史
ラセミ体のラサギリンは、高血圧治療薬の候補として1970年代に発見された。パーキンソン病の治療薬としてセレギリンが開発されている頃、ラサギリンがパーキンソン病治療薬になる可能性が見出された。1996年に公表された論文には、デプレニルのラセミ体の性質とその立体異性体の1つであるL-デプレニル（セレギリン）の活性が高いことに触発されて、N-(prop-2-ynyl)-2,3-dihydro-1H-inden-1-amine の異性体の性質を探り、R異性体がほとんどすべての活性を持つことを発見し、これがラサギリンになったと書かれている。1999年にはラサギリンの第III相臨床試験に入り、2005年にパーキンソン病向けに欧州医薬品庁から承認され、2006年には米国でも承認された:255。
日本では、1本の第II/III相試験（ブリッジング試験）と3本の第III相試験の結果を以って:32-38、2018年に承認された。
1. ↑  海外の臨床試験結果を日本国内にも適用可能か否かを検討する臨床試験

## 研究開発
ラサギリンは、大規模な無作為化プラセボ対照二重盲検疾患修飾試験において、多系統萎縮症の人々に対する有効性が検証されたが、結果は失敗であった。
ラサギリンが単に症状を改善するだけではなく、パーキンソン病の特徴であるドーパミン神経細胞の死滅を防ぎ、疾患の進行を遅らせる疾患修飾薬であることを証明するための臨床試験が2本実施されたが、FDAの諮問委員会は2011年、「臨床試験の結果は、ラサギリンの神経保護作用を証明するものではない」として、主張は退けられた。主な理由は、1つの試験で、低用量では進行を遅らせる効果があったが、高用量では効果がなく、これは標準的な用量反応関係に照らして意味をなさないというものであった。

## 参考資料
1. ↑  “An anti-Parkinson's disease drug, N-propargyl-1(R)-aminoindan (rasagiline), enhances expression of anti-apoptotic bcl-2 in human dopaminergic SH-SY5Y cells”. Neuroscience Letters 326 (2):  105–8. (June 2002). doi:10.1016/s0304-3940(02)00332-4. PMID 12057839.
2. ↑  “Rasagiline: a review of its use in the management of Parkinson's disease”. Drugs 67 (12):  1725–47. (2007). doi:10.2165/00003495-200767120-00006. PMID 17683172.
3. 1 2 3  Richard B. Silverman, Mark W. Holladay.  The Organic Chemistry of Drug Design and Drug Action, 3rd Edition. Academic Press, 2014 ISBN 9780123820310
4. 1 2  “Pharmacology and neuroprotective properties of rasagiline”. Journal of Neural Transmission. Supplementum 48:  95–101. (1996). doi:10.1007/978-3-7091-7494-4_9. PMID 8988465.
5. ↑  “Impact of newer pharmacological treatments on quality of life in patients with Parkinson's disease”. CNS Drugs 22 (7):  563–86. (2008). doi:10.2165/00023210-200822070-00003. PMID 18547126.
6. 1 2 3  “Rasagiline for the treatment of Parkinson's disease: an update”. Expert Opinion on Pharmacotherapy 16 (14):  2231–41. (2015). doi:10.1517/14656566.2015.1086748. PMID 26364897.
7. ↑  “Therapeutic advances in multiple system atrophy and progressive supranuclear palsy”. Movement Disorders 30 (11):  1528–38. (September 2015). doi:10.1002/mds.26334. PMID 26227071.
8. 1 2 3 4 5 6 7 8 9  Azilect Prescribing Information Label last revised May, 2014
9. ↑  “From a Parkinson's disease expert: Rasagiline and the future of therapy”. Molecular Neurodegeneration 2 (1):  13. (July 2007). doi:10.1186/1750-1326-2-13. PMC 1929084. PMID 17617893.
10. 1 2 3  “Rasagiline”. Nature Reviews. Drug Discovery 4 (8):  625–6. (August 2005). doi:10.1038/nrd1803. PMID 16106586.
11. 1 2  “パーキンソン病治療剤「アジレクト錠」の日本における製造販売承認取得について”. www.takeda.com. 2021年4月28日閲覧。
12. 1 2 3 4  “アジレクト錠1mg／アジレクト錠0.5mg 添付文書”. www.info.pmda.go.jp.   PMDA. 2021年4月28日閲覧。
13. ↑  “Deprenyl (selegiline), a selective MAO-B inhibitor with active metabolites; effects on locomotor activity, dopaminergic neurotransmission and firing rate of nigral dopamine neurons”. The Journal of Pharmacology and Experimental Therapeutics 259 (2):  841–7. (November 1991). PMID 1658311.
14. 1 2   Foye's Principles of Medicinal Chemistry. Lippincott Williams & Wilkins. (2012). p. 434. ISBN 978-1609133450
15. ↑  “Contrasting neuroprotective and neurotoxic actions of respective metabolites of anti-Parkinson drugs rasagiline and selegiline”. Neuroscience Letters 355 (3):  169–72. (January 2004). doi:10.1016/j.neulet.2003.10.067. PMID 14732458.
16. ↑  “Are metabolites of l-deprenyl (selegiline) useful or harmful? Indications from preclinical research”. Journal of Neural Transmission. Supplementum 48:  61–73. (1996-01-01). doi:10.1007/978-3-7091-7494-4_6. ISBN 978-3-211-82891-5. PMID 8988462.
17. ↑  Chen, Jack J.; Swope, David M. (2005-08-XX). “Clinical Pharmacology of Rasagiline: A Novel, Second-Generation Propargylamine for the Treatment of Parkinson Disease” (英語). The Journal of Clinical Pharmacology 45 (8):  878–894. doi:10.1177/0091270005277935.
18. ↑  “Binding of rasagiline-related inhibitors to human monoamine oxidases: a kinetic and crystallographic analysis”. Journal of Medicinal Chemistry 48 (26):  8148–54. (December 2005). doi:10.1021/jm0506266. PMC 2519603. PMID 16366596.
19. ↑  “Rasagiline - a novel MAO B inhibitor in Parkinson's disease therapy”. Therapeutics and Clinical Risk Management 3 (3):  467–74. (June 2007). PMC 2386362. PMID 18488080.
20. ↑  US 3,513,244.  See US patent 5453446, lines 50-60.  US Patent 5453446 was the patent at issue in Teva v Watson, see page 2
21. ↑  “Making armor for the brain”. The Jerusalem Post (2010年11月13日). 2021年4月29日閲覧。
22. ↑  “アジレクト錠1mg／アジレクト錠0.5mg インタビューフォーム”.   PMDA. 2021年4月28日閲覧。
23. ↑  “Therapeutic advances in multiple system atrophy and progressive supranuclear palsy”. Movement Disorders 30 (11):  1528–38. (September 2015). doi:10.1002/mds.26334. PMID 26227071.
24. ↑  “FDA Advisers Refuse Teva Plea to Expand Azilect Label”. Reuters and Haaretz (2011年10月19日). 2021年4月29日閲覧。
25. ↑  “Peripheral and Central Nervous System Advisory Committee Background Package on Azilect”.   FDA. 2011年12月7日閲覧。